# Catedral de San José (Teherán)
La Catedral de San José o también Catedral católica Caldea de Teherán (en persa: سنت جوزف کلیسای جامع) es el nombre que recibe un edificio religioso afiliado a la Iglesia católica que sigue el rito caldeo y se encuentra ubicado en la calle Enghelab, Shahid Abbas Moussavi  en la ciudad de Teherán la capital del país asiático de Irán. No debe confundirse con la catedral católica de rito latino de la Consolata ubicada en la misma ciudad, ni con la catedral armenia apostólica dedicada a San Sarkis.
Funciona como la sede de la archieparquía de Teherán (Archidioecesis Teheranensis Chaldaeorum) una jurisdicción creada para los católicos del rito caldeo que fue establecida en 1853 pero que fue traslada a Teherán en 1944 bajo el pontificado del papa Pío XII que depende de la Congregación para las iglesias orientales.
Actualmente está bajo la responsabilidad pastoral del arzobispo Ramzi Garmou.